# Марія Іммакулата Бурбон-Сицилійська
Марія Іммакулата Клементіна Бурбон-Сицилійська (італ. Maria Immacolata Clementina di Borbone-Due Sicilie, 14 квітня 1844—18 лютого 1899) — ерцгерцогиня і принцеса Австрійська, принцеса Угорщини, Богемії і Тоскани, донька короля Обох Сицилій Фердинанда II та Марії Терезії Австрійської, дружина Австрійського ергерцога Карла Сальватора. Дама Благородного ордену Зоряного хреста.

## Життєпис
Марія Іммакулата народилась 14 квітня 1844 року в Неаполі п'ятою дитиною та другою донькою короля Обох Сицилій Фердінанда II та його другої дружини Марії Терезії Австрійської. Мала старших братів Луїджі, Альфонсо та Альберто, що помер невдовзі після її народження, а також сестру Марію Аннунціату. Згодом в родині народилося ще семеро дітей. Матері не подобалося публічне життя, свій час вона присвячувала вихованню дітей та рукоділлю. 
Марію Іммакулату змальовували як красиву, скромну та стриману дівчину. Батько помер, коли їй виповнилося 15. Новим королем став її зведений брат Франциск, що був ще досить молодий та недосвідчений. 
В умовах нестабільної політичної обстановки він відмовився від угоди з Сардинією. А вже наступного, 1860, року Джузеппе Гарібальді, провідний вождь та полководець Рісорджименто, висадився у Марсалі. 7 вересня війська повстанців увійшли до Неаполю. Королівський двір перебрався перед цим в Гаету. Коли ситуація погіршилася і там, Марія Терезія з дітьми переїхали до Квіринальського палацу в Римі, куди їх запросив папа Римський Пій IX.
Влітку 1861 узяв шлюб старший брат Марії Іммакулати, Луїджі. За три місяці вона наслідувала його приклад. У віці 17 років принцеса стала дружиною ерцгерцога Карла Сальватора Австрійського, другого сина скинутого великого герцога Тоскани Леопольда II. Весілля відбулося 19 вересня 1861 року у Римі. З цієї нагоди Марію Іммакулату було нагороджено австрійським орденом Зіркового Хреста.
У шлюбі народила 10 дітей
Після кожного народження дитини чоловік дарував їй намисто з перлин. Через це австрійська імператорка Єлизавета жартома прозвала Марію Іммакулату «ловцем перлів».
Чоловік помер у 1892. Марія Іммакулата пережила його на сім років і пішла з життя 18 лютого 1899 року. Похована у гробниці Фердинанда (Ferdinandsgruft) імператорського склепу Капуцинеркірхе поруч із чоловіком та п'ятьма їхніми дітьми, що померли раніше за неї.

## Родина

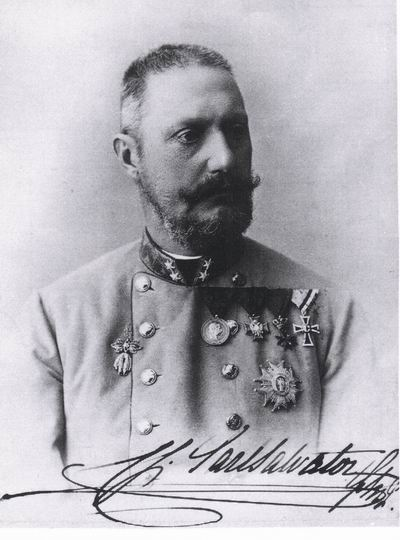
Карл Сальватор Австрійський

Чоловік — Карл Сальватор, ерцгерцог Австрії, принц Тоскани
Діти:
- Марія Терезія (1862—1933) — була одружена із Карлом Стефаном Австрійським, мала трьох доньок та трьох синів;
- Леопольд Сальватор (1863—1931) — був одружений з іспанською інфантою Бланкою де Бурбон, мав десятеро дітей;
- Франц Сальватор (1866—1939) — був пошлюблений з австрійською ерцгерцогинею Марія Валерією, мав десятеро дітей;
- Кароліна Марія (1869—1945) — була одружена із принцом Саксен-Кобург-Готським Августом Леопольдом, претендентом на бразильський трон, мала чотирьох доньок та чотирьох синів;
- Альберт Сальватор (1871—1896) — австрійський військовик, помер молодим, під час лікувальної подорожі;
- Марія Антонія (1874—1891) — померла у віці 16 років;
- Марія Іммакулата (1878—1968) — була одружена з принцом Робертом Вюртемберзьким, дітей не мала;
- Райнер Сальватор (1880—1889) — помер у дитячому віці;
- Генрієтта (1884—1886) — померла в дитячомі віці;
- Фердинанд Сальватор (1888—1891) — помер у дитячому віці.

## Галерея

Батько Фердинанд II
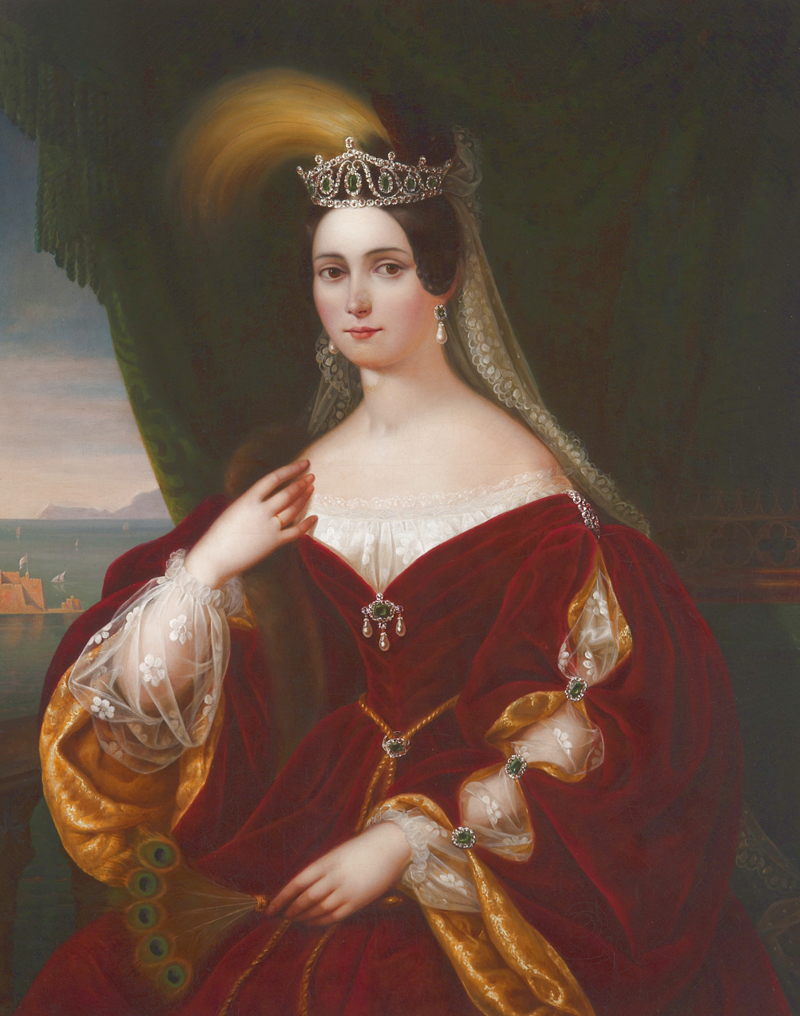
Матір Марія Терезія
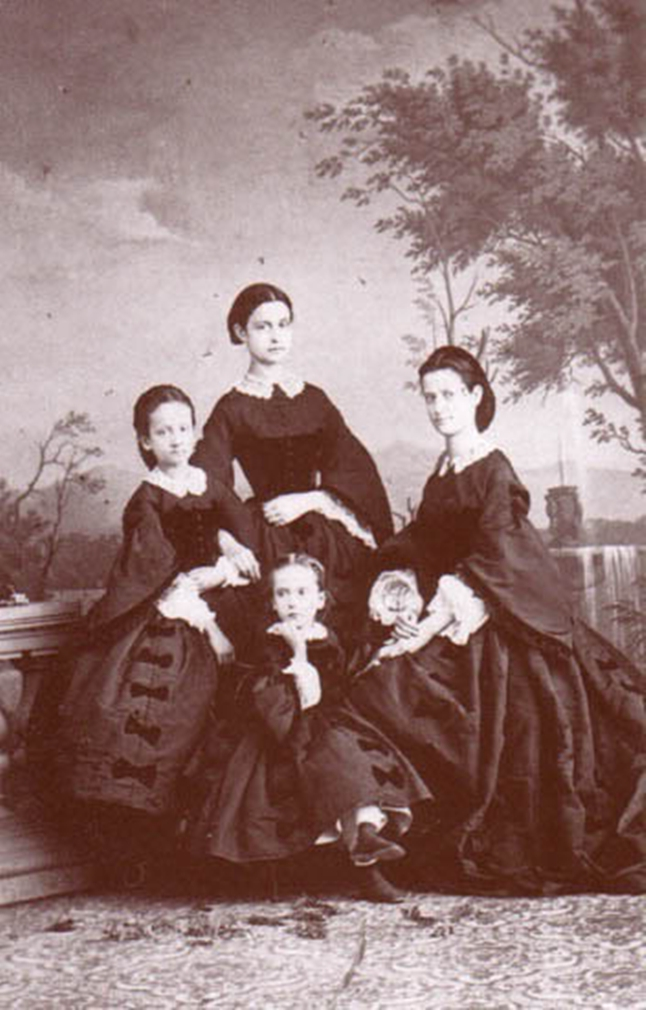
Марія Іммакулата (стоїть у центрі) із сестрами
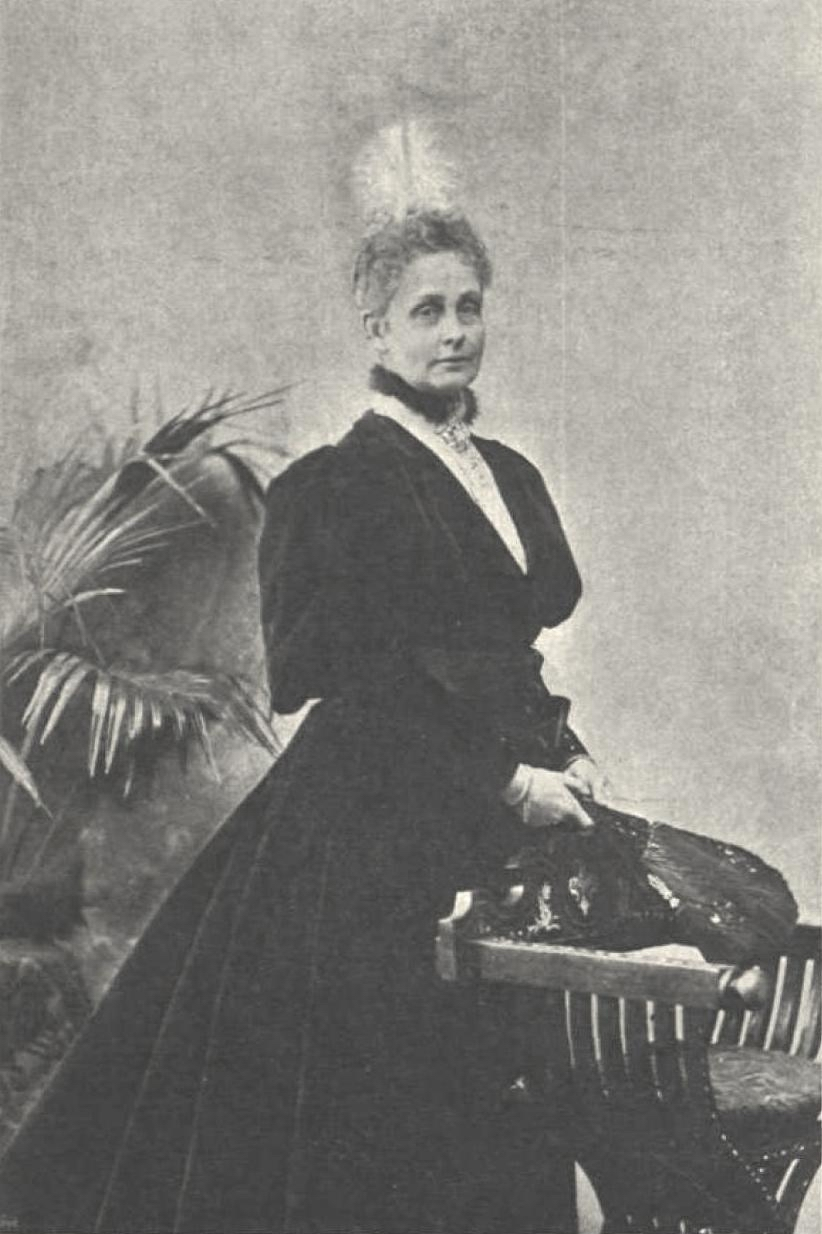
Марія Іммакулата у зрілому віці
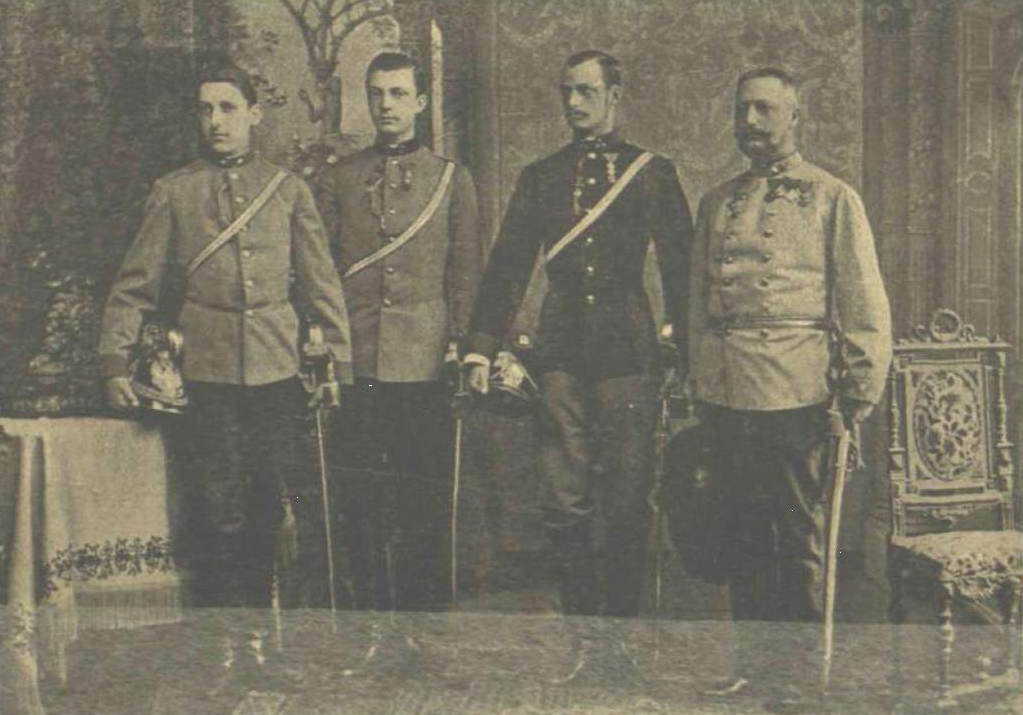
Чоловік з синами Леопольдом, Францем та Альбертом
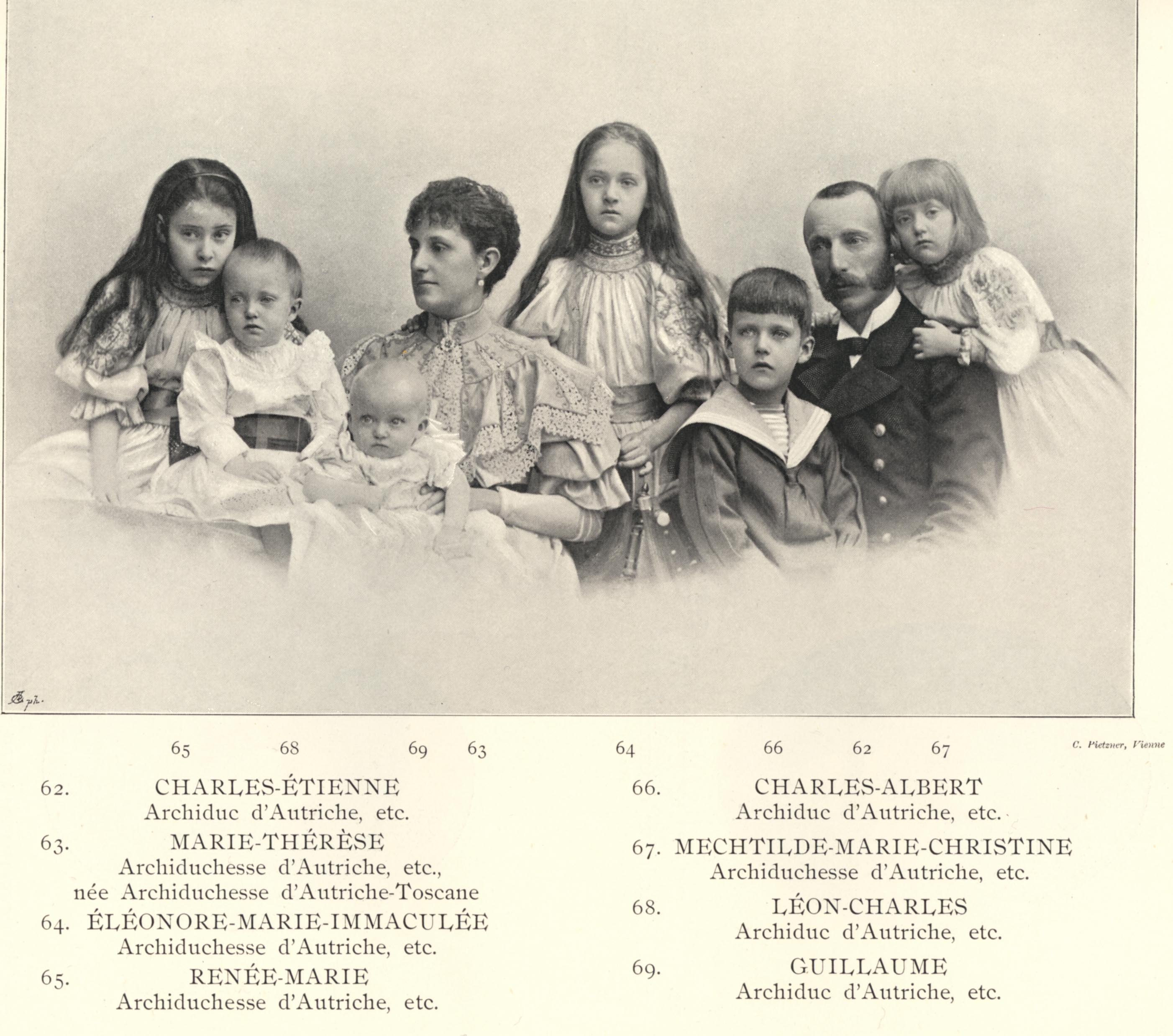
Донька Марія Терезія із родиною
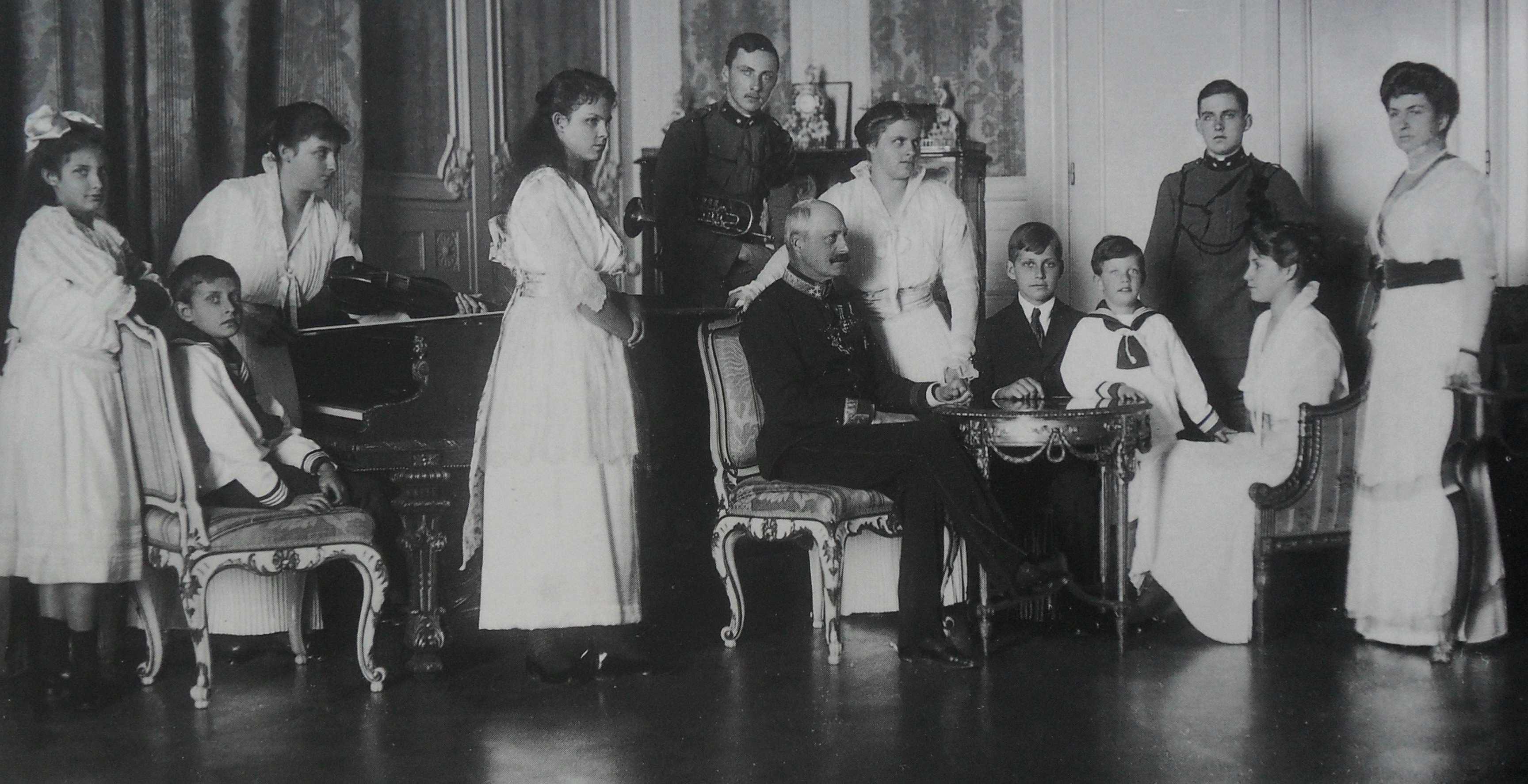
Син Леопольд із родиною
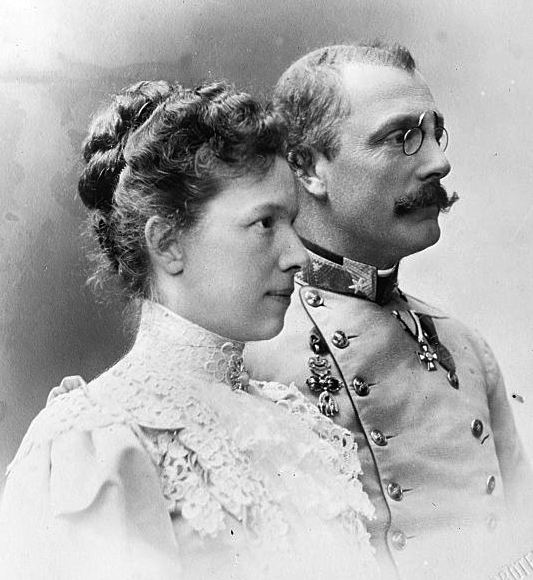
Син Франц Сальватор із дружиною Марією Валерією
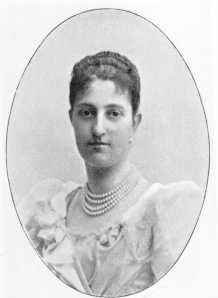
Донька Кароліна Марія
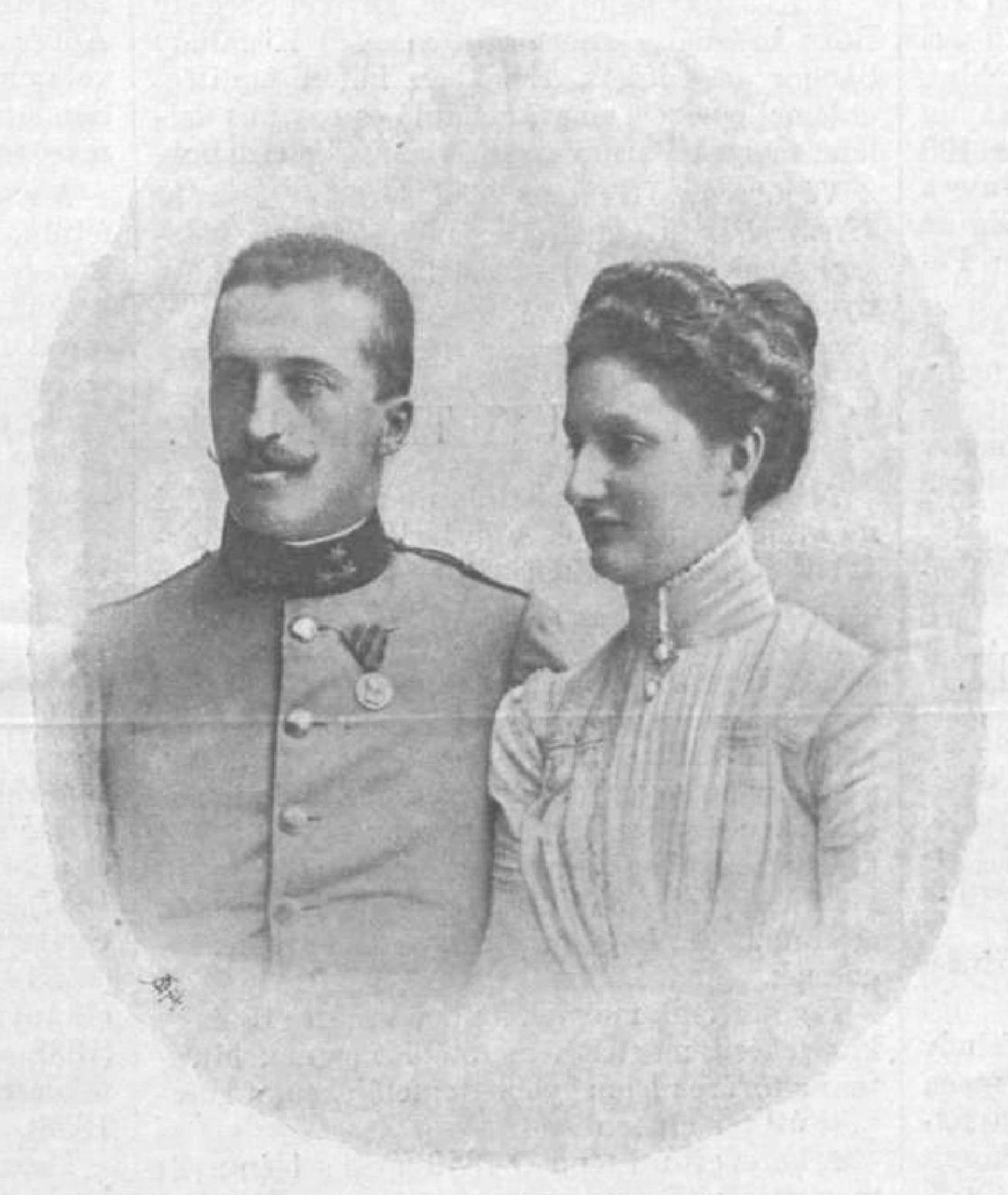
Донька Марія Іммакулата із чоловіком